# Senen...
Senen... (fl. XXII-XXI secolo a.C.) è stato un sovrano egizio, inserito nella IX dinastia, si conosce solo tale parte del suo nome.

## Biografia
L'estrema scarsezza di fonti storicamente affidabili rende difficoltosa la conoscenza dei sovrani delle dinastie IX e X; solo il Canone Reale, peraltro frammentario, fornisce qualche dato a cui si affiancano alcuni riscontri archeologici.
Questo sovrano, di cui si conosce solamente parte del nome, è noto solo attraverso il Canone Reale (colonna 4 posizione 22).
Come altri sovrani dello stesso periodo, noti come dinastia di Eracleopoli o "Casato di Akhtoy" anche Senen... regnò, con molta probabilità, solamente su alcune parti dell'Egitto e fu contemporaneo a sovrani inseriti nella IX e X dinastia.

## Liste reali
|            | \| \| \| non citato \| \| \| |
|            |                              |
| non citato |                              |
|            |                              |

|            |
| non citato |
|            |

|            | \| \| \| non citato \| \| \| |
|            |                              |
| non citato |                              |
|            |                              |

|            |
| non citato |
|            |

| s | M22 | M22 | n · n | A53 | HASH |

| s | M22 | M22 | n · n | A53 | HASH |

| s | M22 | M22 | n · n | A53 | HASH |

| s | M22 | M22 | n · n | A53 | HASH |

| s | M22 | M22 | n · n | A53 | HASH |

| s | M22 | M22 | n · n | A53 | HASH |

| s | M22 | M22 | n · n | A53 | HASH |

| s | M22 | M22 | n · n | A53 | HASH |